# Démonok között 2.
A Démonok között 2. (eredeti cím: The Conjuring 2) 2016-os amerikai horrorfilm, melyet James Wan rendezett, és Carey Hayes, Chad Hayes, Wan valamint David Leslie Johnson írt. Ez a folytatása a 2013-ban bemutatott Démonok között című filmnek. A főbb szerepekben Patrick Wilson és Vera Farmiga láthatók.
Az Amerikai Egyesült Államokban 2016. június 10-én mutatták be, Magyarországon egy nappal hamarabb, június 9-én szinkronizálva, az InterCom Zrt. forgalmazásában.
A film forgatása 2015. szeptember 21-én kezdődött Los Angeles, Kaliforniában.
A film végigköveti Warrenéket, amikor Londonba utaznak, hogy segítsenek a Hodgson családon, akiknek a házát rendkívül gonosz szellemek szállták meg. A négy gyermekével élő édesanya középső lányát megszállják. Ednek és Lorraine-nek, talán ez az életük egyik legvérfagyasztóbb estéje, amikor mindent be kell vetniük, hogy véglegesen megtisztítsák a házat.

## Történet
1977-ben a paranormális jelenségeket kutató Ed és Lorraine Warren Angliába utazik, hogy egy négygyermekes anyán és annak családján segítsenek, akik házukban egy természetfeletti, rosszindulatú entitás zaklatásainak vannak kitéve.

## Szereplők
| Szerep           | Színész             | Magyar hang        |
| ---------------- | ------------------- | ------------------ |
| Ed Warren        | Patrick Wilson      | Széles Tamás       |
| Lorraine Warren  | Vera Farmiga        | Bertalan Ágnes     |
| Peggy Hodgson    | Frances O’Connor    | Kisfalvi Krisztina |
| Janet Hodgson    | Madison Wolfe       | Szűcs Anna Viola   |
| Margaret Hodgson | Lauren Esposito     | Koller Virág       |
| Johnny Hodgson   | Patrick McAuley     | Straub Martin      |
| Billy Hodgson    | Benjamin Haigh      | Ács Balázs         |
| Anita Gregory    | Franka Potente      | Kiss Eszter        |
| Maurice Grosse   | Simon McBurney      | Csankó Zoltán      |
| Peggy Nottingham | Maria Doyle Kennedy | Roatis Andrea      |
| Bill Wilkins     | Bob Adrian          | Dézsy Szabó Gábor  |
| Vic Nottingham   | Simon Delaney       | Varga Rókus        |
| Gordon atya      | Steve Coulter       | Orosz István       |

## Fogadtatás és bevételek
A film általánosságban pozitív értékeléseket kapott a kritikusoktól. A Metacritic oldalán a film értékelése 65% a 100-ból, ami 38 véleményen alapul. A Rotten Tomatoeson a Démonok között 2. 80%-os minősítést kapott, 216 értékelés alapján. Bevételi szempontból is jól teljesített, ugyanis a 40 millió dolláros költségvetésével szemben a bevételt, több mint 320 millió dollár lett világszerte, ami igen jó eredmény.